# Église de Puijo
L'église de Puijo (en finnois : Puijon kirkko) est une église en pierre située dans le quartier de Puijonlaakso à Kuopio en Finlande. 

## Description

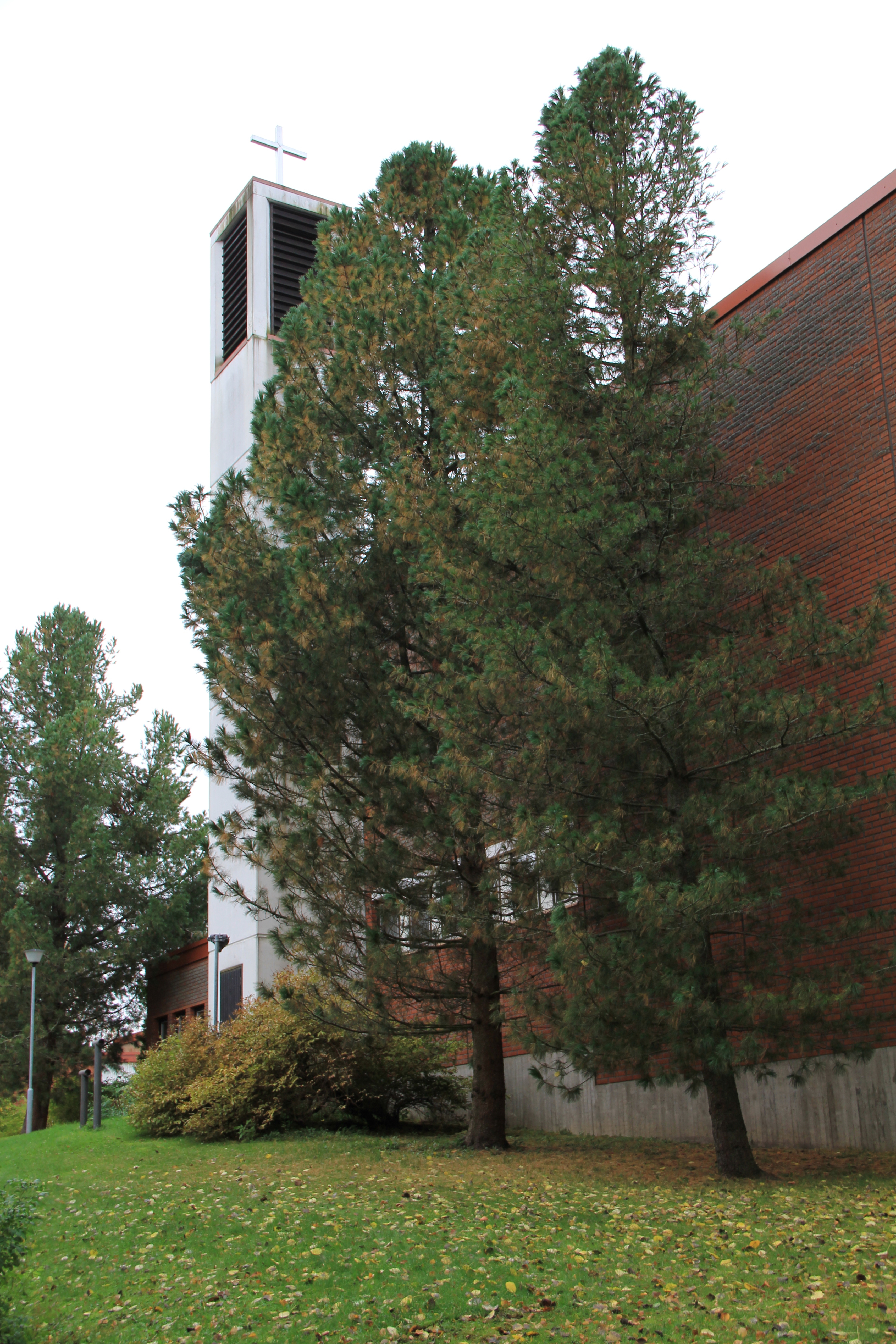
Le campanile.

L’église de Puijo a été construite à côté des immeubles résidentiels de Puijonlaakso sur en bordure de l'étang Sammakkolampi. 
Conçue par Seppo Ruotsalainen, l'église est inaugurée en 1977.
La sacristie se trouve au bout de la nef, à droite de l'entrée. Il y a 300 places dans l'église et 100 de plus quand les portes de l'église sont ouvertes.
Le retable est un relief en bronze intitulé venez à moi  et sculpté par le pasteur Matti Komulainen dans les années 1970.
Les textiles d'église sont conçus par Orvokki Hujanen et Hanna Korvela.